# Tourbillon (film, 1953)
Pour les articles homonymes, voir Tourbillon.
Pour plus de détails, voir Fiche technique et Distribution.
Tourbillon est un film français réalisé par Alfred Rode, sorti en 1953.

## Synopsis
Pendant le tournage d'un film se produit un vol de bijoux. Selim, un Noir, engagé comme figurant, est immédiatement soupçonné. Lily, la vedette du film, retrouve un des bijoux, mais son amant l'estime de peu de valeur et l'offre à Myriam, fiancée de Selim.

## Fiche technique
- Réalisation : Alfred Rode
- Scénario : Ernst Neubach
- Dialogues : André Cerf
- Costumes : Rosine Delamare
- Photographie : Marc Fossard
- Montage : André Brossier
- Musique : Louiguy
- Société de production : Films Alfred Rode
- Pays d'origine :  France
- Format : noir et blanc - 1,37:1 - 35 mm - son mono
- Genre : Film dramatique
- Durée : 88 minutes
- Date de sortie : 2 octobre 1953 en France

## Distribution
- Raymond Cordy : le régisseur
- Monique Aïssata : Myriam, la fiancée de Pantorbe
- Claudine Dupuis : Lily Latour
- Roger Karl : un truand
- Darling Légitimus
- Marcello Pagliero : Julio Spoletti
- Pierre-Louis : l'inspecteur Garnaud
- Alfred Rode : Anton Privala
- Jean Servais : Fred Maurin
- Jean Tissier